# Lincoln Motor Co.
Lincoln Motor Co. war ein australischer Hersteller von Automobilen.

## Unternehmensgeschichte
Charles Innes gründete 1919 das Unternehmen in Sydney und begann mit der Produktion von Automobilen. Der Markenname lautete Lincoln. 1926 endete die Produktion. Insgesamt entstanden etwa 200 Fahrzeuge. Es gab keine Verbindung zur amerikanischen Automarke Lincoln.

## Fahrzeuge
Im Angebot stand nur ein Model. Ein Sechszylindermotor von der Continental Motors Company trieb die Fahrzeuge an. Das Getriebe stammte ebenfalls aus den USA und hatte drei Gänge. Überliefert ist die Karosseriebauform Tourenwagen.